# L'Orpheline ou le Mariage malheureux
L'Orpheline ou le Mariage malheureux (The Orphan or the Unhappy Marriage en anglais) est une tragédie féminine, écrite par le dramaturge anglais Thomas Otway en 1680, dont le cadre se situe en Italie.
Cette tragédie fut jouée pour la première fois au Théâtre de Dorset Garden, avec Elizabeth Barry dans le rôle de Monimia et Thomas Betterton dans celui de Castalio. Elle précède la Venise sauvée du même auteur, et constitue la première grande réussite d'Otway, celle qui le rendit célèbre. Certaines sources affirment que Thomas Otway, amoureux de Mrs. Barry, aurait spécifiquement conçu pour elle cette pièce et le grand rôle féminin qui l'accompagne.

## Intrigue
Une bonne moitié de la jeunesse européenne est en guerre, mais Acasto, un vieil aristocrate retiré de la cour et vivant à la campagne, encourage ses deux fils Castalio et Polydore à rester au foyer, à étudier les arts et la politique, ainsi qu'à éviter la compagnie des femmes. Également père d'une fille appelée Serina, Acasto est en outre le tuteur d'une autre jeune fille, Monimia.
Castalio et Polydore sont tous deux amoureux de Monimia, mais Castalio, faisant valoir son droit d'aînesse, revendique le droit de la courtiser en premier. Il s'unit secrètement avec Monimia par les liens du mariage, mais Polydore l'apprend et entreprend de se substituer à Castalio à l'occasion de la nuit de noces. Utilisant le signal précédemment convenu (frapper doucement trois fois à la porte de la chambre), l'intrus parvient à s'introduire dans la chambre. Lorsque Castalio arrive et tente à son tour d'entrer en utilisant le même signal, Monimia le prend pour Polydore et l'éconduit rudement. Lorsque la vérité éclate finalement le lendemain, la seule issue possible pour tous est la mort.